# Svačić Péter
Svačić Péter (horvátul: Petar Svačić; ? – Gvozd-hegység, 1097) Horvátország utolsó horvát nemzetiségű királya. Halála után országa a Magyar Királysággal perszonálunióba került, amely egészen 1918-ig tartott.

## Uralkodása
Dmitar Zvonimir horvát király 1089-ben bekövetkezett halála után a Horvát Királyságra válságidőszak köszöntött. A horvát főurak II. Istvánt koronázták királlyá, de trónkövetelőként jelentkezett I. László magyar király is, az ő testvére, Ilona ugyanis Zvonimir király felesége volt, így az ő révén formált jogot a királyságra. II. István végül 1091-ben meghalt és Lászlónak sikerült elfogadtatnia horvát királynak unokaöccsét, Álmos herceget. A horvát urak nagy része azonban nem volt hajlandó ebbe belenyugodni és 1093-ban Svačić Pétert választották királlyá, akinek sikerült elűznie Álmost. A magyar sereg azonnal támadásba lendült és áttörték a horvát vonalat a Dráva folyónál, majd hamarosan elfoglalták egész Szlavóniát, azonban Péter seregének a Gvozd-hegység környékén sikerült megállítani a magyar offenzívát.
László király 1095-ben meghalt, utóda, Könyves Kálmán pedig folytatta a horvátok elleni háborút. 1097-ben hatalmas sereg élén támadásba lendült a Gvozd-hegység keleti részén. A csata a magyarok győzelmével végződött. A horvátok veresége katasztrofális volt, maga Péter is elesett a csatában.
Ezt követően Kálmán hamar megszállta a Horvát Királyság teljes területét, majd 1102-ben magát horvát királlyá koronáztatta. Ezzel Horvátország 1918-ig magyar függésbe került és területén tartományokat szerveztek, a Horvát és a Szlavón bánságokat. A magyar királyok ezt követően viselték a Horvátország/Szlavónia/Dalmácia Királya névleges címeket is. Ezek a terület feletti uralmat fejezték ki, természetesen nem takart különálló királyságokat.
A Gvozd-hegységet Péter emlékére átnevezték Petrova gora-nak, amelynek jelentése: „Péter hegye”.

## Fordítás
- Ez a szócikk részben vagy egészben  a   Petar Svačić című angol Wikipédia-szócikk fordításán alapul.  Az eredeti cikk szerkesztőit annak laptörténete sorolja fel. Ez a jelzés csupán a megfogalmazás eredetét és a szerzői jogokat jelzi, nem szolgál a cikkben szereplő információk forrásmegjelöléseként.